# Roger Kleivdal
Roger Skogheim Kleivdal (* 13. März 1988 in Kongsberg) ist ein ehemaliger norwegischer Snowboarder. Er startete in den Freestyledisziplinen.

## Werdegang
Kleivdal trat international erstmals beim Europäischen Olympischen Winter-Jugendfestival 2005 in Monthey in Erscheinung. Dort wurde er Siebter in der Halfpipe. Sein Debüt im Snowboard-Weltcup gab er im Februar 2005 in Bardonecchia, wobei er die Plätze 46 und 21 in der Halfpipe errang. Bei den folgenden Juniorenweltmeisterschaften 2005 in Zermatt belegte er den neunten Platz im Big Air sowie den achten Rang in der Halfpipe und bei den Juniorenweltmeisterschaften 2006 im Vivaldi Park den 15. Platz im Big Air sowie den 11. Rang in der Halfpipe. In der Saison 2006/07 erreichte er mit Platz vier in der Halfpipe in Lake Placid seine erst Top-Zehn-Platzierung im Weltcup und bei den Snowboard-Weltmeisterschaften 2007 in Arosa den zehnten Platz in der Halfpipe. In der folgenden Saison kam er im Weltcup dreimal unter die ersten Zehn und errang mit dem 12. Platz im Halfpipe-Weltcup sein bestes Gesamtergebnis. Bei den Juniorenweltmeisterschaften 2008 in Chiesa in Valmalenco belegte er den 24. Platz in der Halfpipe und gewann im Big-Air-Wettbewerb die Silbermedaille. In der Saison 2008/09 und 2009/10 errang er jeweils den 15. Platz im Halfpipe-Weltcup. Dabei erreichte er mit Platz zwei in der Halfpipe im März 2010 in Chiesa in Valmalenco seine einzige Podestplatzierung im Weltcup. Zudem belegte er bei den Snowboard-Weltmeisterschaften 2009 in Gangwon den 13. Platz im Big Air sowie den zehnten Rang in der Halfpipe und im folgenden Jahr in Vancouver bei seiner einzigen Teilnahme an Olympischen Winterspielen den 34. Platz in der Halfpipe. 
In der Saison 2010/11 wurde Kleivdal norwegischer Meister im Slopestyle sowie in der Halfpipe und belegte bei den Winter-X-Games-Europe 2011 in Tignes den 13. Platz im Slopestyle sowie den achten Rang in der Halfpipe. Im folgenden Jahr errang er bei den Snowboard-Weltmeisterschaften 2012 in Oslo den 11. Platz in der Halfpipe. In der Saison 2012/13 siegte er erneut bei den norwegischen Meisterschaften in der Halfpipe und absolvierte in Sotschi seinen 38. und damit letzten Weltcup, welchen er auf dem 29. Platz in der Halfpipe beendete.

## Teilnahmen an Weltmeisterschaften und Olympischen Winterspielen

### Olympische Winterspiele
- 2010 Vancouver: 34. Platz Halfpipe

### Snowboard-Weltmeisterschaften
- 2007 Arosa: 10. Platz Halfpipe
- 2009 Gangwon: 10. Platz Halfpipe, 12. Platz Big Air
- 2012 Oslo: 11. Platz Halfpipe

## Weltcup-Gesamtplatzierungen
| Saison  | Gesamt/Freestyle | Gesamt/Freestyle | Halfpipe | Halfpipe | Big Air | Big Air |
| Saison  | Punkte           | Platz            | Punkte   | Platz    | Punkte  | Platz   |
| ------- | ---------------- | ---------------- | -------- | -------- | ------- | ------- |
| 2004/05 | -                | -                | 117      | 59.      | 70      | 61.     |
| 2005/06 | 130              | 214.             | -        | -        | 130     | 43.     |
| 2006/07 | 950              | 70.              | 840      | 28.      | 110     | 53.     |
| 2007/08 | 1800             | 48.              | 1260     | 12.      | 540     | 33.     |
| 2008/09 | 1820             | 35.              | 1240     | 15.      | 580     | 18.     |
| 2009/10 | 1116             | 62.              | 1116     | 15.      | -       | -       |
| 2010/11 | 200              | 98.              | 200      | 52.      | -       | -       |
| 2011/12 | 570              | 41.              | 210      | 45.      | 360     | 24.     |
| 2012/13 | 68               | 125.             | 68       | 65.      | -       | -       |